# Lutry
Lutry ist eine politische Gemeinde im Distrikt Lavaux-Oron des Kantons Waadt in der Schweiz.

## Geographie

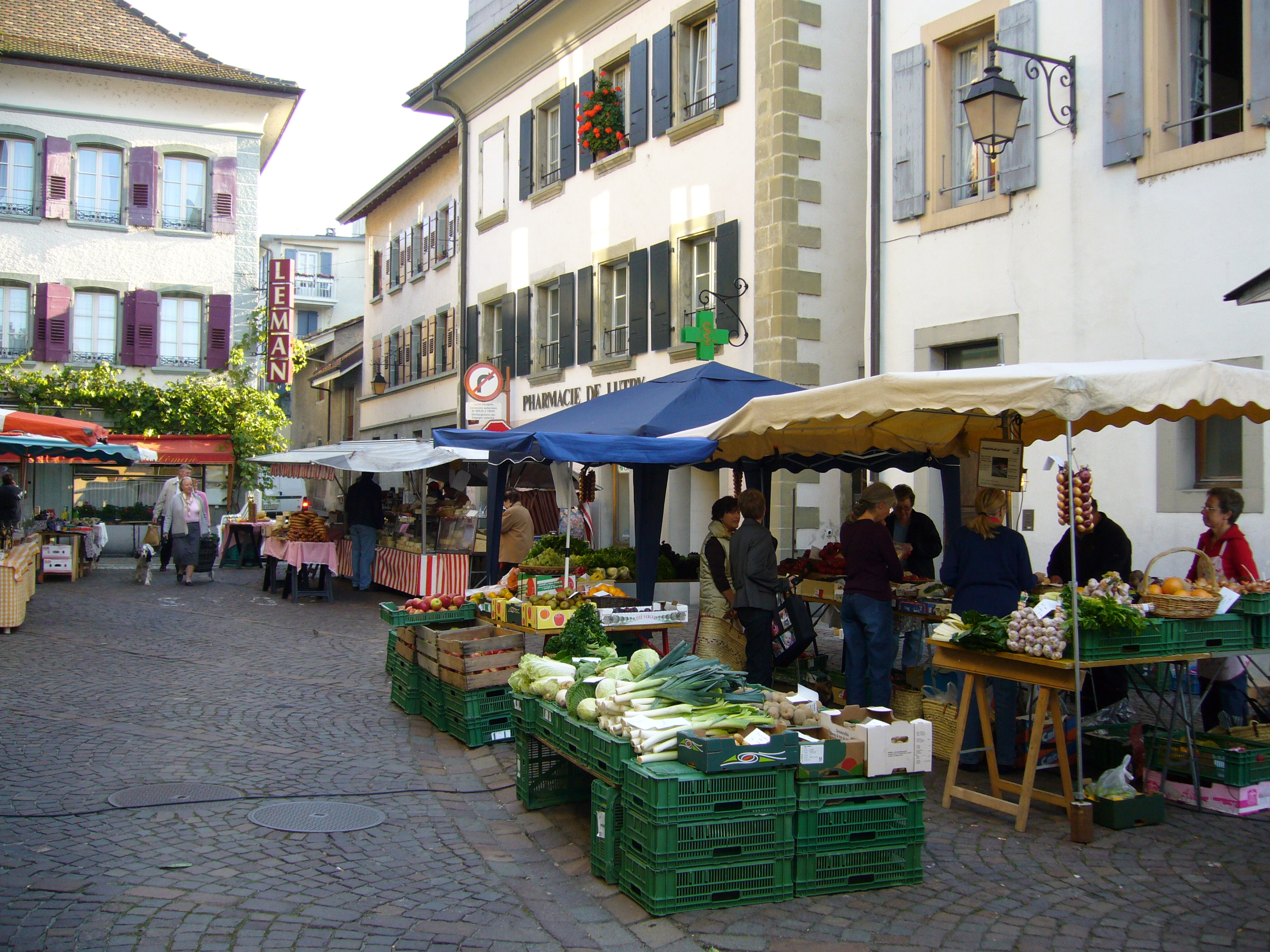
Samstagsmarkt in Lutry

Lutry liegt auf 383 m ü. M., 5 km ostsüdöstlich der Kantonshauptstadt Lausanne (Luftlinie). Die Stadt erstreckt sich im westlichen Lavaux, auf dem kleinen Schwemmkegel, den der Bach Lutrive bei seiner Mündung in den Genfersee gebildet hat, am Südfuss der Höhen des Jorat.

Luftbild (1964)

Die Fläche des 8,5 km² grossen Gemeindegebiets umfasst einen Abschnitt des Lavaux am Nordufer des Genfersees (rund 2,5 km Seeuferlinie). Der Gemeindeboden erstreckt sich vom Seeufer nordwärts über den flachen Uferrandstreifen und die Rebhänge beidseits der Tälchen der Lutrive und des Bouteiller hinauf. Die nordwestliche Grenze verläuft entlang des Flon, eines Seitenbachs der Paudèze. Im Norden und Nordosten reicht das Gebiet auf das Hochplateau südlich des Jorat. Hier befindet sich das Waldgebiet Bois de la Ville, in dem mit 830 m ü. M. der höchste Punkt von Lutry erreicht wird. Von der Gemeindefläche entfielen 1997 33 % auf Siedlungen, 21 % auf Wald und Gehölze und 46 % auf Landwirtschaft.
Zu Lutry gehören die Weiler Châtelard (408 m ü. M.) am Bouteiller und Savuit (466 m ü. M.) in den Reben oberhalb des Dorfes, La Conversion (501 m ü. M.), Corsy (567 m ü. M.) und Bossières (569 m ü. M.), ebenfalls am Hang gelegen, die Streusiedlung Monts de Lutry (meist Einfamilienhäuser) mit dem Weiler La Croix-sur-Lutry (636 m ü. M.) oberhalb der Autobahn sowie zahlreiche Einzelhöfe. Nachbargemeinden von Lutry sind Paudex, Belmont-sur-Lausanne, Savigny und Bourg-en-Lavaux. Auf dem Genfersee grenzt die Gemeinde an Frankreich.

## Bevölkerung
| Bevölkerungsentwicklung | Bevölkerungsentwicklung |
| Jahr                    | Einwohner               |
| ----------------------- | ----------------------- |
| 1850                    | 2011                    |
| 1900                    | 2243                    |
| 1910                    | 2559                    |
| 1930                    | 2595                    |
| 1950                    | 2916                    |
| 1960                    | 3481                    |
| 1970                    | 4994                    |
| 1980                    | 5884                    |
| 1990                    | 7239                    |
| 2000                    | 8270                    |

Mit 10'794 Einwohnern (Stand 31. Dezember 2023) gehört Lutry zu den grossen Gemeinden des Kantons Waadt. Es ist bezüglich der Einwohnerzahl die grösste Gemeinde des Bezirks Lavaux. Von den Bewohnern sind 83,1 % französischsprachig, 6,4 % deutschsprachig und 3,8 % englischsprachig (Stand 2000). Die Bevölkerungszahl von Lutry belief sich 1900 auf 2243 Einwohner. Während des 20. Jahrhunderts stieg die Bevölkerungszahl zunächst langsam an. Seit 1960 hat sich die Einwohnerzahl mehr als verdoppelt; besonders während der 1960er und während der 1980er Jahre wurde jeweils ein starker Zuwachs registriert. Heute ist das Siedlungsgebiet von Lutry lückenlos mit demjenigen von Paudex und Belmont-sur-Lausanne zusammengewachsen.

## Wirtschaft
Lutry war bis zu Beginn des 20. Jahrhunderts ein vorwiegend durch die Landwirtschaft geprägtes Städtchen. Danach geriet es mit dem starken Wachstum von Lausanne rasch in dessen Sog. Seit etwa 1950 stieg der Siedlungsdruck an. Durch den Bau von zahlreichen Einfamilienhäusern in den letzten Jahrzehnten hat sich Lutry zu einer Wohngemeinde entwickelt. Viele Erwerbstätige sind deshalb Wegpendler, die vor allem in der Region Lausanne arbeiten. Heute gehört Lutry zur Agglomeration von Lausanne.
Von den Erwerbstätigen sind heute noch 11 % in der Landwirtschaft beschäftigt, während der sekundäre Sektor 15 % und der Dienstleistungssektor 74 % der Beschäftigten auf sich vereinigen können. Noch heute hat der Weinbau an den optimal besonnten Hängen des Lavaux (rund 130 ha) eine wichtige Bedeutung. Lutry gilt als die grösste Rebbaugemeinde des Lavaux (siehe hierzu auch den Artikel Weinbau in der Schweiz). Produziert werden die Qualitätsweine unter der Appellation Lutry (westlich des Ruisseau de Bouteiller) und Appellation Villette (östlich dieses Baches). Auf den Hochflächen am Rand des Jorat herrschen Ackerbau und Viehzucht vor.
Rund 400 kleinere und mittlere Unternehmen sind derzeit in Lutry ansässig. Vertreten sind Betriebe der graphischen Industrie, der Feinmechanik, des Baugewerbes, der Informatik und des Kunsthandwerks sowie viele Weinhandlungen. Das Gewerbe von Lutry ist neben den Gütern des täglichen Bedarfs auch stark auf den Tourismus ausgerichtet. Die Stadt besitzt eine gute touristische Infrastruktur. Dazu gehören auch zwei Häfen: der Port de Lutry und der 1998 eröffnete Sportbootshafen Port du Vieux Stand. Alljährlich im Herbst wird in Lutry die Fête des Vendanges, ein Weinerntefest, abgehalten.

## Verkehr
Die Gemeinde ist verkehrstechnisch sehr gut erschlossen. Sie liegt an der Hauptstrasse 9, die von Lausanne entlang dem Seeufer via Vevey und Montreux ins Wallis führt. Der nächste Autobahnanschluss an die 1974 eröffnete A9 (Lausanne–Sion), welche das Gemeindegebiet durchquert, ist Belmont (rund 2 km vom Stadtzentrum entfernt). Die Autobahnraststätte Lavaux befindet sich auf der Gemeindegrenze von Lutry und Villette (Lavaux).
Am 2. April 1861 wurde der Abschnitt Lausanne-Villeneuve der Eisenbahnlinie von Lausanne ins Wallis mit einem Bahnhof am Stadtrand von Lutry eingeweiht. Nur wenig später, am 4. September 1862, wurde auch die Bahnlinie Lausanne-Freiburg in Betrieb genommen. Diese Linie durchquert das Gemeindegebiet am Hang und hat bei Lutry mit La Conversion und Bossière zwei Stationen. Für die Feinverteilung im öffentlichen Verkehr sorgen die Transports publics de la région Lausannoise mit der Linie 9 des Trolleybus Lausanne (Prilly–Lausanne–Lutry) und den Autobuslinien 66, 47 und 69. Ferner ist Lutry auch über die Personenschifffahrt auf dem Genfersee mit anderen Seeanstössergemeinden verbunden.

## Geschichte

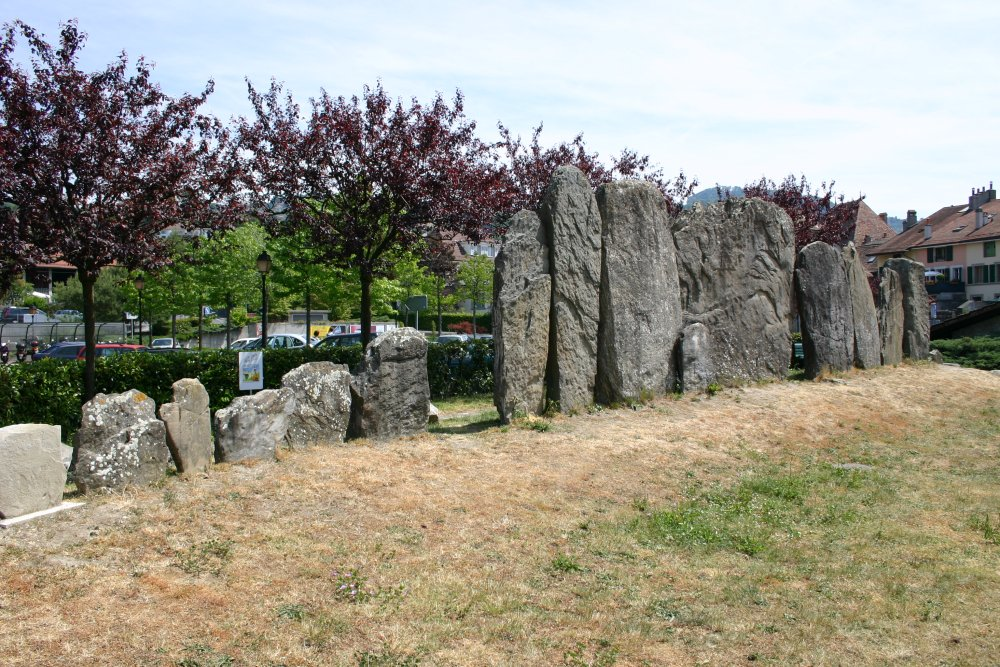
Menhire von Lutry

Lutry kann auf eine sehr lange Siedlungstradition zurückblicken. Die frühesten Zeugen des Menschen ist die 1984 entdeckte Steinreihe mit Menhiren («Hinkelsteine») aus dem Neolithikum. Ein Vergleich mit französischen Dekorformen weist auf eine früheste Errichtung durch die Chassey-Lagozza-Cortaillod-Kultur um 4500 bis 4000 v. Chr. Wahrscheinlich bestand zu dieser Zeit bei Lutry eine Uferrandsiedlung.   
Während der Römerzeit befanden sich am Seeufer ein Fischerdorf, das den Namen Lustriacum trug, und ein Wachturm.
Die erste urkundliche Erwähnung des Ortes erfolgte bereits im Jahr 516 unter dem Namen Lustriacum. Später erschienen die Bezeichnungen in Lustraco (907), Lustriei (1147), Lustrey (1160), Lustrie (1213), Lustriez (1536) und noch 1849 wurde die Schreibweise Lutri verwendet. Die Etymologie des Ortsnamens ist unklar. Er könnte vom lateinischen Wort lustrum (Zufluchtsort, Höhle) abgeleitet worden sein.
Das Gebiet um Lutry gehörte im Hochmittelalter zum Königreich Burgund. Im frühen 11. Jahrhundert wurde in Lutry ein Benediktinerpriorat gegründet, das der Abtei Savigny-en-Lyonnais in Frankreich unterstand. Um das Priorat entstand eine Siedlung, die 1079 an den Bischof von Lausanne kam. In der Zeit zwischen 1212 und 1220 wurde Lutry mit Befestigungsmauern umgeben und später mit dem Stadtrecht ausgestattet.
Mit der Eroberung der Waadt durch Bern im Jahr 1536 gelangte Lutry unter die Verwaltung der Vogtei Lausanne. Im Zuge der Einführung der Reformation durch die Berner Herrschaft wurde das Priorat säkularisiert. Nach dem Zusammenbruch des Ancien Régime gehörte Lutry von 1798 bis 1803 während der Helvetik zum Kanton Léman, der anschliessend mit der Inkraftsetzung der Mediationsverfassung im Kanton Waadt aufging. 1798 wurde es dem Bezirk Lavaux zugeteilt. Erst 1824 trennte sich Savigny von der Grossgemeinde Lutry.

## Sehenswürdigkeiten

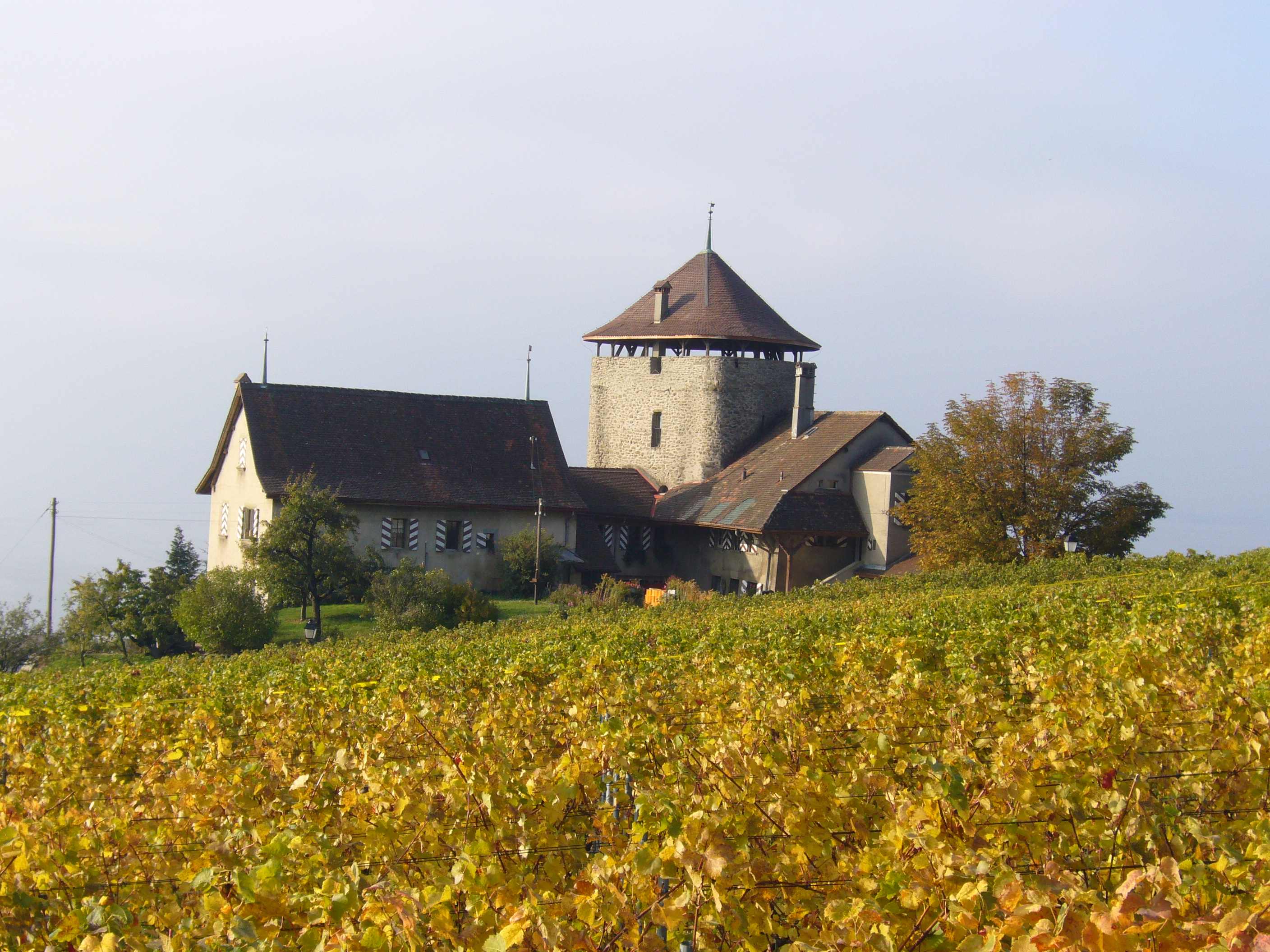
Tour de Bertholod

Die historische Altstadt von Lutry liegt auf dem Schwemmkegel östlich der Mündung der Lutrive in den Genfersee. Sie besitzt einen unregelmässigen Grundriss von rund 300 m Länge und bis zu 200 m Breite. Der gut erhaltene mittelalterliche Stadtkern mit schmalen Gassen und zahlreichen Bürger- und Patrizierhäusern aus dem 15. bis 18. Jahrhundert steht unter Denkmalschutz. Die Befestigungswerke und Stadttore wurden abgerissen, nur die Tour du Bourg-Neuf aus dem 13. Jahrhundert im Westen der Stadt steht noch.
Die heutige reformierte Pfarrkirche Saint-Martin im Zentrum der Altstadt ist der einzige erhaltene Teil des ehemaligen Benediktinerpriorats. Die erste romanische Prioratskirche wurde im 11. Jahrhundert erbaut. In den nachfolgenden Jahrhunderten wurden aber zahlreichen Um- und Ausbauten vorgenommen: der Polygonalchor stammt von 1260, das Kirchenschiff wurde nach einem Brand 1344 umgestaltet, die nördlichen Seitenkapellen im 14. und 15. Jahrhundert angebaut. Nach der Reformation gab es weitere Veränderungen. Der heutige Turm wurde 1544 errichtet und 1569–78 das reich skulptierte Renaissanceportal gestaltet. Der Innenraum ist mit manieristischer Dekorationsmalerei aus dem 16. Jahrhundert ausgestattet.
Am Nordostrand der Altstadt steht das Schloss, das im Kern auf das 14. Jahrhundert zurückgeht und Sitz des Meiers war, der den Bischof von Lausanne in Lutry vertrat. Es erhielt seine heutige Gestalt mit einem Innenhof und zwei Treppentürmen durch Ausbauten im 16. Jahrhundert. Aus dieser Zeit stammen auch bedeutende Wandmalereien im Treppenhaus. Das Schloss kam 1854 an die Stadt Lutry und beherbergt seit 1942 die Gemeindeverwaltung.
Das Zentrum der Altstadt bildet die Place de la Couronne mit einem Brunnen von 1676. Als weitere Bauwerke sind zu nennen: das Bâtiment des Halles (aus dem 15. Jahrhundert, später mehrmals umgestaltet), die Tour de l’Evêque, die Maison du Simplon aus dem 13. bis 15. Jahrhundert und die gotische Maison des De Prez (14. Jahrhundert).
Etwas ausserhalb der Stadt am Fuss der Weinberge steht die ovale Tour de Bertholod, die zu Beginn des 13. Jahrhunderts erbaut wurde und zunächst Sitz des bischöflichen Verwalters war. Daran angebaut ist ein Wohnhaus aus dem 17. Jahrhundert. Das Gebäude befindet sich im Besitz der Stadt Payerne, die unter der Appellation Lutry einen eigenen Wein erzeugt. 
Im Weiler Savuit befindet sich eine sogenannte römische Waage aus dem 17. Jahrhundert.
Bei Aushubarbeiten für ein Parkhaus wurde 1984 ein sensationeller Fund gemacht. Im angeschwemmten Erdmaterial der Lutrive wurden 24 Menhire («Hinkelsteine») aus dem Neolithikum (4500 bis 4000 v. Chr.) entdeckt, von denen die grössten rund 13 Tonnen schwer sind. Die Menhire wurden in ihrer ursprünglichen Formation wieder aufgerichtet.

## Persönlichkeiten
- Jean-Alexandre-Guillaume Leresche (1763–1853), evangelischer Geistlicher, Hochschullehrer und Politiker
- Louis Burnier (1795–1873), evangelischer Geistlicher und Schulreformer
- Louis Germond der Jüngere (1825–1884), evangelischer Geistlicher und Gründer einer höheren Töchterschule